# Mauricio Baldivieso
Mauricio Baldivieso Ferrufino (* 22. Juli 1996 in Cochabamba, Bolivien) ist ein ehemaliger bolivianischer Fußballspieler.

## Leben

### Fußballkarriere
Mauricio Baldivieso ist Sohn des langjährigen Nationalspielers und Cheftrainers Julio César Baldivieso. Am 19. Juli 2009 wurde er im Alter von 12 Jahren und 362 Tagen von seinem Vater im Spiel zwischen Club Aurora und La Paz FC (Endstand 0:1) in der 81. Minute eingewechselt und damit zum jüngsten Debütanten in einer nationalen Profiliga. Vier Tage nach dem Spiel (einen Tag nach Mauricios 13. Geburtstag) wurde Julio César von Aurora als Trainer entlassen. Im Februar 2012 wechselte er auf Leihbasis zu Real Potosi, wo sein Vater Ende des Monats als Trainer ernannt wurde. Im Juli kehrte Baldivieso zu Aurora zurück.

### Privates
Mauricios Vater Julio César Baldivieso gehört zu den Fußball-Idolen Boliviens und spielte bei der Weltmeisterschaft 1994 für sein Land, das in den USA jedoch in der Vorrunde ausschied, unter anderem nach einer 0:1-Niederlage gegen Deutschland.